# Antti Herlin
Antti Juhani Herlin (né le 14 novembre 1956 à Kirkkonummi) est le président et ancien directeur général de la société Kone.
Milliardaire, il est la personne la plus riche de Finlande.

## Responsabilités
En plus de sa présidence de KONE, Antti Herlin a aussi entre-autres responsabilités:
- Président de Sanoma Oyj de 2013 à 2016[3]
- Membre de la direction de Solidium Oy
- Président de la Confédération des industries finlandaises 2007-2008
- Président de Security Trading Oy
- Président de Holding Manutas Oy
- Vice président de Ilmarinen oy depuis 2004
- Membre de la direction de Fédération des industries technologiques depuis 1996
- Membre de la direction de YIT Oyj depuis 2004
- Membre de la direction de la fondation Uusi Lastensairaala 2017[4]

## Reconnaissance
- 2006, Doctorat honoris causa de l'École supérieure de commerce d'Helsinki[5]
- 2006, Doctorat honoris causa de l'Université d'État d'économie de Saint-Pétersbourg[6]
- 2007, Doctorat honoris causa de l'École supérieure Aalto d'art, de design et d'architecture d'Helsinki[7].
- 2014, Grand Croix de l'Ordre du Lion de Finlande décernée par Sauli Niinistö[8]